# Stenhomalus pallidus
Stenhomalus pallidus là một loài bọ cánh cứng trong họ Cerambycidae.